# Jankov Most
Jankov Most (cyr. Јанков Мост) – wieś w Serbii, w Wojwodinie, w okręgu środkowobanackim, w mieście Zrenjanin. W 2011 roku liczyła 530 mieszkańców.